# Lista över fornlämningar i Sundsvalls kommun
Lista över fornlämningar i Sundsvalls kommun är en förteckning av ett urval av de fornlämningar som finns i Sundsvalls kommun.

## Alnö
Se Lista över fornlämningar i Sundsvalls kommun (Alnö)

## Attmar
Se Lista över fornlämningar i Sundsvalls kommun (Attmar)

## Holm
| Namn      | Lämningstyp  | Tillkomsttid | Historisk indelning | Plats | Läge                 | ID-nr          | Bild                                 |
| --------- | ------------ | ------------ | ------------------- | ----- | -------------------- | -------------- | ------------------------------------ |
| Holm 26:1 | Kyrka/kapell |              | Holm, Medelpad      |       | 62.656002, 16.627787 | 10246800260001 | Ladda upp en bild av detta fornminne |
| Holm 49:1 | Stensättning |              | Holm, Medelpad      |       | 62.679671, 16.530381 | 10246800490001 | Ladda upp en bild av detta fornminne |
| Holm 49:2 | Stensättning |              | Holm, Medelpad      |       | 62.679730, 16.530146 | 10246800490002 | Ladda upp en bild av detta fornminne |
| Holm 49:3 | Stensättning |              | Holm, Medelpad      |       | 62.679581, 16.530841 | 10246800490003 | Ladda upp en bild av detta fornminne |
| Holm 71:2 | Hög          |              | Holm, Medelpad      |       | 62.670964, 16.594272 | 10246800710002 | Ladda upp en bild av detta fornminne |
| Holm 228  | Kvarn        |              | Holm, Medelpad      |       | 62.715346, 16.546514 | 12000000128024 | Ladda upp en bild av detta fornminne |

## Indal
Se Lista över fornlämningar i Sundsvalls kommun (Indal)

## Liden
Se Lista över fornlämningar i Sundsvalls kommun (Liden)

## Njurunda
Se Lista över fornlämningar i Sundsvalls kommun (Njurunda)

## Selånger
Se Lista över fornlämningar i Sundsvalls kommun (Selånger)

## Skön
Se Lista över fornlämningar i Sundsvalls kommun (Skön)

## Stöde
Se Lista över fornlämningar i Sundsvalls kommun (Stöde)

## Sundsvall
Se Lista över fornlämningar i Sundsvalls kommun (Sundsvall)

## Sättna
Se Lista över fornlämningar i Sundsvalls kommun (Sättna)

## Tuna
Se Lista över fornlämningar i Sundsvalls kommun (Tuna)